# Bentley 4¼ Litre
Bentley 4¼ Litre är en personbil, tillverkad av den brittiska biltillverkaren Bentley mellan 1936 och 1939.
I mars 1936 fick Bentleyn en större motor. Den mindre 3½ Litre-modellen tillverkades parallellt några månader, innan den större motorn blev standard. Tidiga bilar hade växellåda med högsta växeln som direktväxel, men från 1939 blev fyran överväxel.